# La Java des bombes atomiques
Pistes de Chansons impossibles
Le Petit Commerce
(3)
La Java des bombes atomiques est une chanson écrite par Boris Vian en 1955, arrangée par Alain Goraguer.

## Création
Pour Boris Vian, l'argent se fait rare et au début de l'année 1954, il décide de se consacrer entièrement à la chanson. Il est  parolier tout d'abord, puis, faute d'interprètes, chanteur. Boris Vian commence à travailler sur La Java des bombes atomiques le 25 mars 1955. Conformément à l'une de ses habitudes, il compose tout d'abord une musique simple qu'il qualifie de « monstre musical » sur laquelle il écrit les paroles, puis confie ces paroles à Alain Goraguer, qui produit la composition finale. La chanson est proposée aux Frères Jacques, qui la refusent. Boris Vian enregistre donc lui-même la chanson fin avril 1955, et l'inscrit au tour de chant dans lequel il se produit aux Trois Baudets jusqu'au 22 juillet, puis lors de sa tournée en France jusqu'au 31 août. Les représentations reprennent ensuite aux Trois-Baudets, du 20 septembre 1955 au 29 mars 1956.

## Thème
Boris Vian, après avoir exprimé son combat libertaire et antimilitariste dans sa chanson au ton grave Le Déserteur, évoque ici le danger atomique dans un registre humoristique, avec musique de fanfare et texte loufoque.  
La chanson évoque un vieil oncle qui bricole dans son atelier une bombe atomique, qui n'a « qu'un rayon d'action de trois mètres cinquante ». Il résout le problème en l'inversant : au lieu d'augmenter la portée, il réduit la cible en réunissant les chefs d'État dans une cabane, et les élimine en la faisant exploser. 

Jugé, il se défend : 
« Messieurs c'est un hasard affreux

Mais je jur' devant Dieu

En mon âme et conscience

Qu'en détruisant tous ces tordus

Je suis bien convaincu

D'avoir servi la France
 »
Dans une variante, la fin est :

« D'avoir sauvé la France »

L'oncle est condamné puis amnistié, et selon les versions, est élu chef du gouvernement, ou se voit élever un monument. 
L'humour nait aussi des paradoxes. L'oncle qui a tué les chefs devient chef lui-même.

## Réception
La Java des bombes atomiques paraît chez Philips sur un 45 tours intitulé Chansons impossibles, dont les autres titres sont Les Joyeux Bouchers, Le Déserteur et Le Petit Commerce. Un autre 45 tours intitulé Chansons possibles regroupe La Complainte du progrès, Cinématographe, J'suis snob, On n'est pas là pour se faire engueuler. Les deux 45 tours sont ensuite réunis, signe d'une reconnaissance, en un 33 tours, Chansons possibles et impossibles.
Ces disques ne se vendent qu'à 500 exemplaires. Philips ne procède à aucun retirage, en raison de la réputation sulfureuse de Boris Vian liée à sa chanson Le Déserteur. Mais des copies illégales circulent rapidement.

## Reprises
La chanson a été enregistrée par :
- André Popp dans Elsa Popping et sa musique sidérante (1957),
- Pauline Julien (1966),
- Serge Reggiani (1968),
- Les Charlots (1969),
- Mouloudji (1974)[1],
- Bernard Lavilliers (2002),
- Sanseverino (2005 puis 2014),
- Olivia Ruiz (2009).